# Distrikt Pariahuanca (Carhuaz)
Der Distrikt Pariahuanca liegt in der Provinz Carhuaz in der Region Ancash im zentralen Westen Perus. Der Distrikt wurde am 6. Oktober 1905 gegründet. Er hat eine Fläche von 11,9 km². Beim Zensus 2017 lebten 1447 Einwohner im Distrikt. Im Jahr 1993 betrug die Einwohnerzahl 1392, im Jahr 2007 1501. Verwaltungssitz ist die gleichnamige 2811 m hoch gelegene Ortschaft Pariahuanca mit 651 Einwohnern (Stand 2017).

## Geographische Lage
Der Distrikt Pariahuanca liegt im zentralen Süden der Provinz Carhuaz. Er befindet sich im Hochtal Callejón de Huaylas am östlichen Flussufer des nach Norden strömenden Río Santa knapp 12 km südöstlich der Provinzhauptstadt Carhuaz. Der Distrikt Pariahuanca grenzt im Norden an den Distrikt Marcará, im Osten an den Distrikt San Miguel de Aco, im Süden an den Distrikt Tarica (Provinz Huaraz) sowie im Westen, auf der gegenüberliegenden Uferseite des Río Santa, an die Distrikte Yungar und Anta.